# Маттія Дестро
Маттія Дестро (італ. Mattia Destro, нар. 20 березня 1991, Асколі-Пічено) — італійський футболіст, нападник клубу «Емполі». Грав за національну збірну Італії.

## Клубна кар'єра
Народився 20 березня 1991 року в місті Асколі-Пічено. Вихованець юнацьких команд футбольних клубів «Асколі» та «Інтернаціонале».
У дорослому футболі дебютував 2010 року виступами за команду клубу «Дженоа», в якій провів один сезон, взявши участь у 16 матчах чемпіонату. 
Своєю грою за цю команду привернув увагу представників тренерського штабу клубу «Сієна», до складу якого приєднався 2011 року. Відіграв за клуб зі Сьєни наступні один сезон своєї ігрової кар'єри. Більшість часу, проведеного у складі «Сієни», був основним гравцем атакувальної ланки команди. У складі «Сієни» був одним з головних бомбардирів команди, маючи середню результативність на рівні 0,4 голу за гру першості.
До складу клубу «Рома» приєднався 2012 року. Відіграв за «вовків» два з половиною сезони, після чого першу половину 2015 року провів в оренді в «Мілані».
Влітку того ж року за сумарні 10 мільйонів євро перейшов до «Болоньї» на умовах оренди з обов'язковим викупом. За перші чотири сезони у цій команді взяв участь у рівно 100 матчах Серії A, в яких його бомбардирський доробок склав 29 голів. 
Після першої половини сезону 2019/20, протягом якої виходив на поле у складі «Болоньї» лише епізодично, був відданий в оренду до одного зі своїх колишніх клубів, «Дженоа». Попри те, що у цій команді також не став гравцем основного складу, у вересні того ж року в статусі вільного агента уклав з генуезьким клубом повноцінний контракт.
Влітку 2022 року приєднався до «Емполі».

## Виступи за збірні
У 2006 році дебютував у складі юнацької збірної Італії, взяв участь у 33 іграх на юнацькому рівні, відзначившись 24 забитими голами.
Протягом 2010–2012 років залучався до складу молодіжної збірної Італії. На молодіжному рівні зіграв у 15 офіційних матчах, забив 5 голів.
У 2012 році дебютував в офіційних матчах у складі національної збірної Італії. Протягом трьох років провів у формі головної команди країни 8 матчів, забивши 1 гол.

## Статистика виступів

### Статистика клубних виступів
Станом на 30 серпня 2022 року
| Сезон               | Команда             | Чемпіонат           | Чемпіонат | Чемпіонат | Національний кубок | Національний кубок | Національний кубок | Єврокубки | Єврокубки | Єврокубки | Інші змагання | Інші змагання | Інші змагання | Усього | Усього | Усього |
| Сезон               | Команда             | Ліга                | Ігор      | Голів     | Ліга               | Ігор               | Голів              | Ліга      | Ігор      | Голів     | Ліга          | Ігор          | Голів         | Ігор   | Голів  |        |
| ------------------- | ------------------- | ------------------- | --------- | --------- | ------------------ | ------------------ | ------------------ | --------- | --------- | --------- | ------------- | ------------- | ------------- | ------ | ------ | ------ |
| 2010–11             | «Дженоа»            | A                   | 16        | 2         | КІ                 | 2                  | 1                  | -         | -         | -         | -             | -             | -             | 18     | 3      |        |
| 2011–12             | «Сієна»             | A                   | 30        | 12        | КІ                 | 2                  | 1                  | -         | -         | -         | -             | -             | -             | 32     | 13     |        |
| 2012–13             | «Рома»              | A                   | 21        | 6         | КІ                 | 5                  | 5                  | -         | -         | -         | -             | -             | -             | 26     | 11     |        |
| 2013–14             | «Рома»              | A                   | 20        | 13        | КІ                 | 3                  | 0                  | -         | -         | -         | -             | -             | -             | 23     | 13     |        |
| 2014-січ. 2015      | «Рома»              | A                   | 16        | 5         | КІ                 | 1                  | 0                  | ЛЧ        | 2         | 0         | -             | -             | -             | 19     | 5      |        |
| Усього за «Рома»    | Усього за «Рома»    | Усього за «Рома»    | 57        | 24        |                    | 9                  | 5                  |           | 2         | 0         |               | -             | -             | 68     | 29     |        |
| січ.-черв. 2015     | «Мілан»             | A                   | 15        | 3         | КІ                 | 0                  | 0                  | -         | -         | -         | -             | -             | -             | 15     | 3      |        |
| 2015–16             | «Болонья»           | A                   | 27        | 8         | КІ                 | 0                  | 0                  | -         | -         | -         | -             | -             | -             | 27     | 8      |        |
| 2016–17             | «Болонья»           | A                   | 30        | 11        | КІ                 | 3                  | 0                  | -         | -         | -         | -             | -             | -             | 33     | 11     |        |
| 2017–18             | «Болонья»           | A                   | 26        | 6         | КІ                 | 1                  | 0                  | -         | -         | -         | -             | -             | -             | 27     | 6      |        |
| 2018–19             | «Болонья»           | A                   | 17        | 4         | КІ                 | 1                  | 0                  | -         | -         | -         | -             | -             | -             | 18     | 4      |        |
| 2019-січ. 2020      | «Болонья»           | A                   | 5         | 0         | КІ                 | 2                  | 0                  | -         | -         | -         | -             | -             | -             | 7      | 0      |        |
| Усього за «Болонью» | Усього за «Болонью» | Усього за «Болонью» | 105       | 29        |                    | 7                  | 0                  |           | -         | -         |               | -             | -             | 112    | 29     |        |
| січ.-серп. 2020     | «Дженоа»            | A                   | 8         | 0         | КІ                 | 1                  | 0                  | -         | -         | -         | -             | -             | -             | 9      | 0      |        |
| 2020–21             | «Дженоа»            | A                   | 29        | 11        | КІ                 | 1                  | 0                  | -         | -         | -         | -             | -             | -             | 30     | 11     |        |
| 2021–22             | «Дженоа»            | A                   | 27        | 9         | КІ                 | 3                  | 0                  | -         | -         | -         | -             | -             | -             | 30     | 9      |        |
| Усього за «Дженоа»  | Усього за «Дженоа»  | Усього за «Дженоа»  | 80        | 22        |                    | 7                  | 1                  |           | -         | -         |               | -             | -             | 87     | 23     |        |
| 2022–23             | «Емполі»            | A                   | 3         | 0         | КІ                 | 1                  | 0                  | -         | -         | -         | -             | -             | -             | 4      | 0      |        |
| Усього за кар'єру   | Усього за кар'єру   | Усього за кар'єру   | 290       | 90        |                    | 26                 | 7                  |           | 2         | 0         |               | -             | -             | 318    | 97     |        |

### Статистика виступів за збірну
| Дата       | Місто         | Господарі | Результат | Гості      | Турнір            | Голи | Примітки |
| ---------- | ------------- | --------- | --------- | ---------- | ----------------- | ---- | -------- |
| 15-8-2012  | Берн          | Італія    | 1 – 2     | Англія     | товариський матч  | -    | 82'      |
| 7-9-2012   | Софія (місто) | Болгарія  | 2 – 2     | Італія     | Відбір до ЧС 2014 | -    | 74'      |
| 11-9-2012  | Модена        | Італія    | 2 – 0     | Мальта     | Відбір до ЧС 2014 | 1    | 82'      |
| 16-10-2012 | Мілан         | Італія    | 3 – 1     | Данія      | Відбір до ЧС 2014 | -    | 88'      |
| 5-3-2014   | Мадрид        | Іспанія   | 1 – 0     | Італія     | товариський матч  | -    | 69'- 75' |
| 4-9-2014   | Барі          | Італія    | 2 – 0     | Нідерланди | товариський матч  | -    | 73'      |
| 9-9-2014   | Осло          | Норвегія  | 0 – 2     | Італія     | Відбір до ЧЄ 2016 | -    | 72'      |
| 18-11-2014 | Генуя         | Італія    | 1 – 0     | Албанія    | товариський матч  | -    | 65'      |
| Усього     |               | Матчів    | 8         |            | Голів             | 1    |          |